# Parornix boreasella
Parornix boreasella là một loài bướm đêm thuộc họ Gracillariidae. Nó được tìm thấy ở Canada (Labrador và Québec) Hoa Kỳ (Pennsylvania).
Ấu trùng ăn Betula lenta và Betula nigra. Chúng ăn lá nơi chúng làm tổ.